# ДОТ № 480 (КиУР)

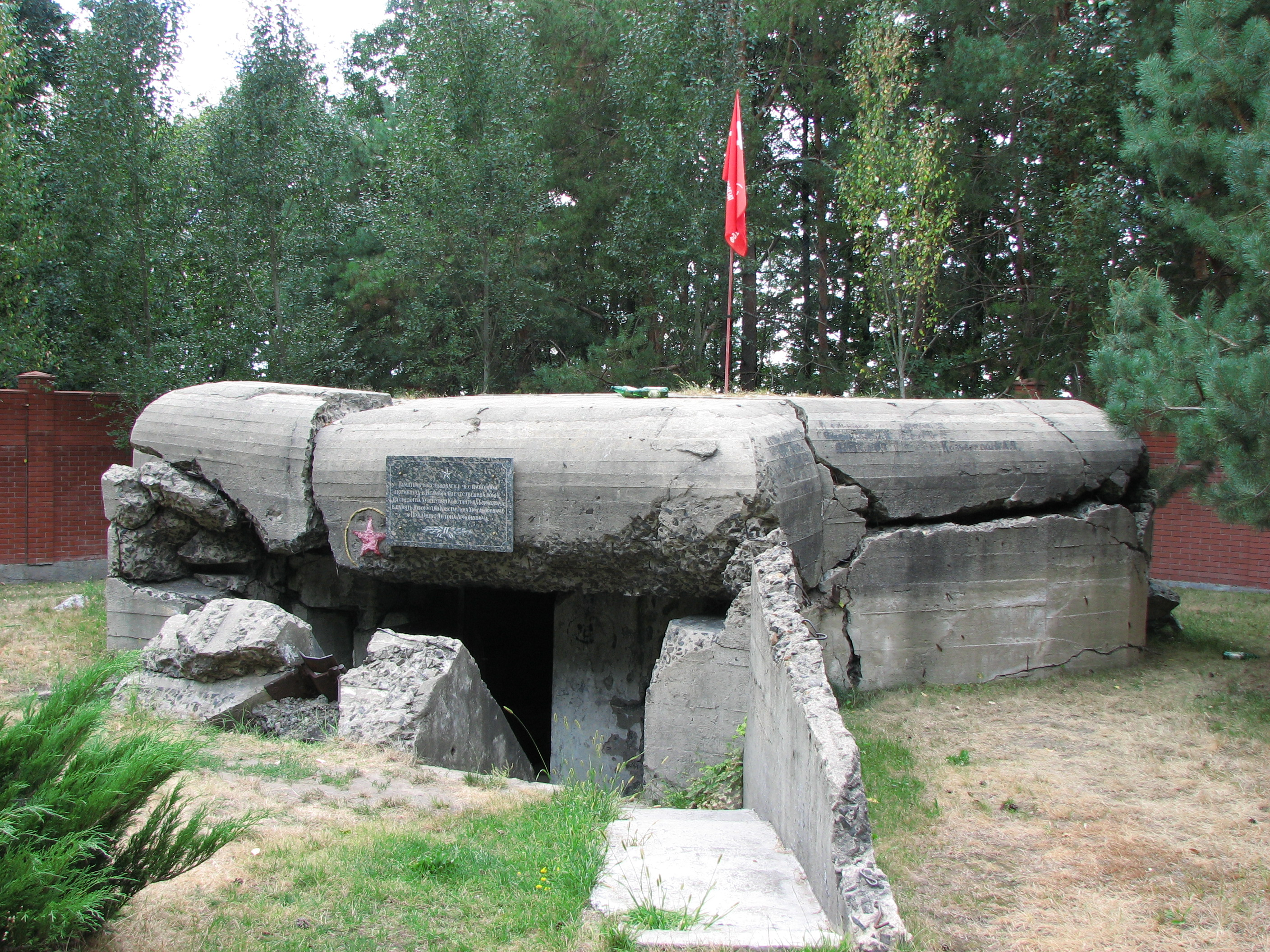
ДОТ № 480

50°32′30.97″ пн. ш. 30°18′13.40″ сх. д. / 50.5419361° пн. ш. 30.3037222° сх. д.
ДОТ № 480 — Довготривала оборонна точка, що входила до складу першої лінії оборони Київського укріпленого району. Пам'ятка історії місцевого значення.

## Історія

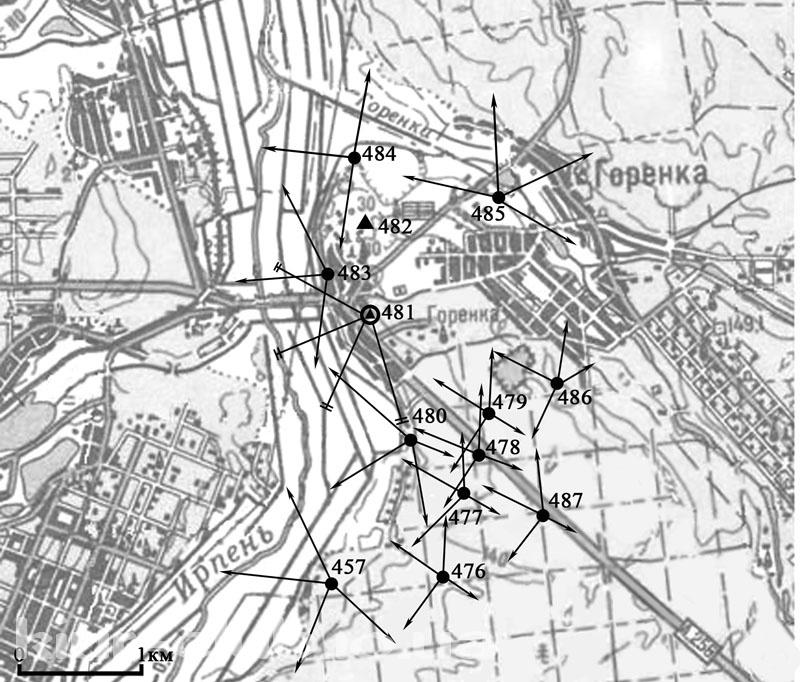
ДОТ № 480 у системі оборони 1-го БРО КиУР

ДОТ було побудовано у 1930 році на західній ділянці оборони Києва безпосередньо на передньому краї укріпрайону західніше села Горенка. Ця фортифікаційна споруда мала 2 поверхи, 3 амбразури для станкових кулеметів (основне озброєння). ДОТ № 480 мав спеціальне протихімічне приміщення і тому належить до фортифікаційних споруд типу «Б». Його клас стійкості «М1». Тобто споруда могла витримати 1 влучення 203-мм гаубиці.
Організаційно він входив до складу 1-го батальйонного району оборони (БРО) КиУРа, що прикривав район сіл Горенка — Мостище. З початком Німецько-радянської війни гарнізон самої оборонної точки складався з бійців 161-го окремого кулеметного батальйону КиУР. До 24 — 25 серпня 1941 року ДОТ знаходився у тилу радянських військ, бо фронт пролягав західніше. Під час другого штурму КиУР, що розпочався 16 вересня 1941 року, ДОТ № 480 не мав бойового контакту із супротивником. Вдень 18 вересня війська 37-ї армії Південно-Західного фронту розпочали за наказом відхід з КиУРа та міста Київ. Гарнізони ДОТ КиУР належали до останніх, хто відходив на лівий берег Дніпра, серед них був і гарнізон ДОТ № 480. Вдень 19 вересня передові загони 71-ї піхотної дивізії німців зайняли територію 1-го БРО без бою, затримуючи лише дезертирів-червоноармійців та перебіжчиків.

## Сьогодення
ДОТ перебуває в напівзруйнованому стані. Земельна ділянка, де розташована споруда, належить Петру Симоненку. Політик не став огороджувати пам'ятку парканом і трохи облагородив її.
ДОТ має статус пам'ятки історії місцевого значення (наказ Міністерства культури України від 24.09.2008 № 1001/0/16-08, охоронний номер 513/28-Кв).
Використовувався під час оборони Києва при повномасштабному вторгненні Росії в Україні в лютому-березні 2022 року.

## Світлини

Пам'ятна дошка на ДОТі
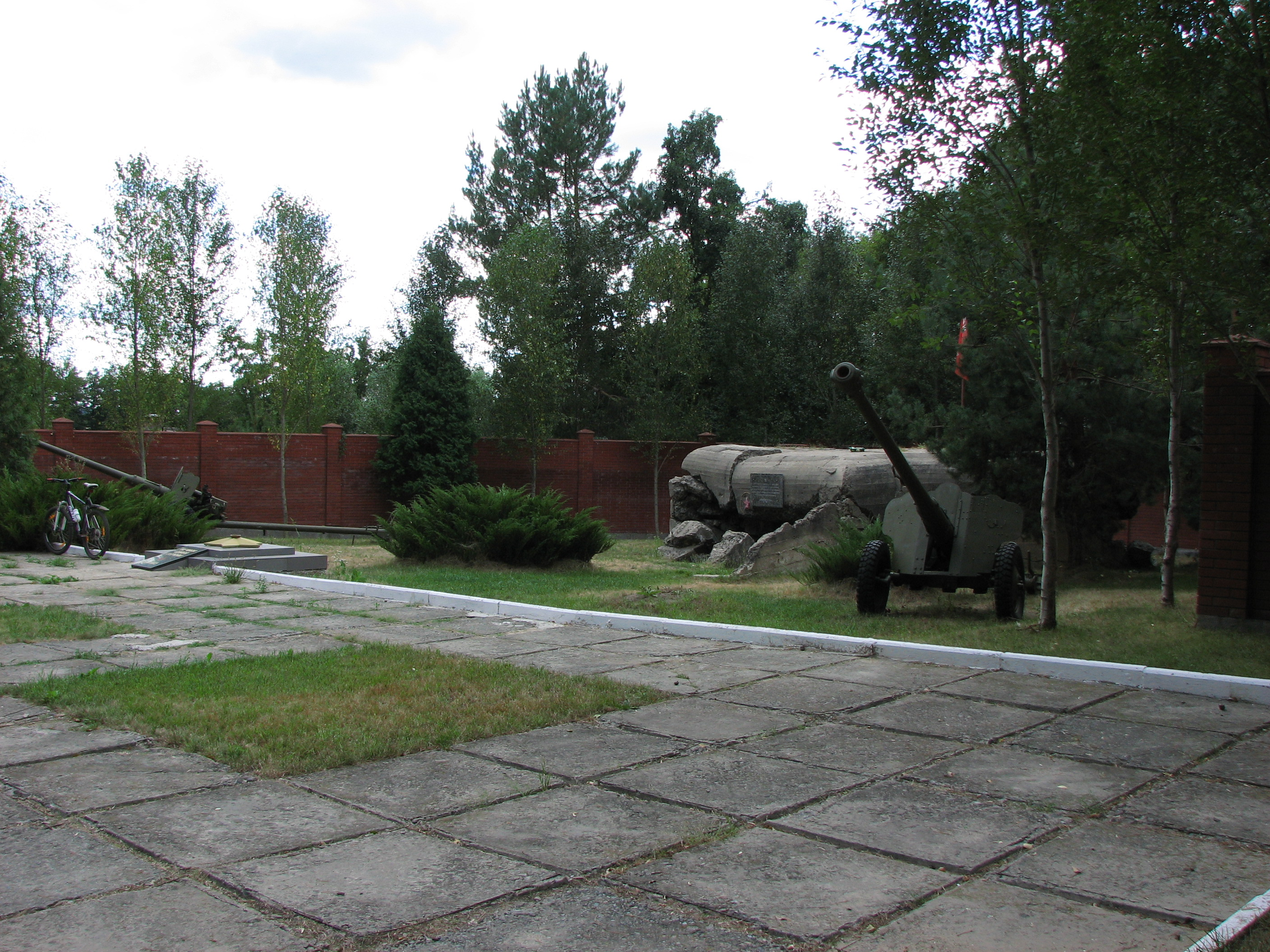
Загальний вигляд
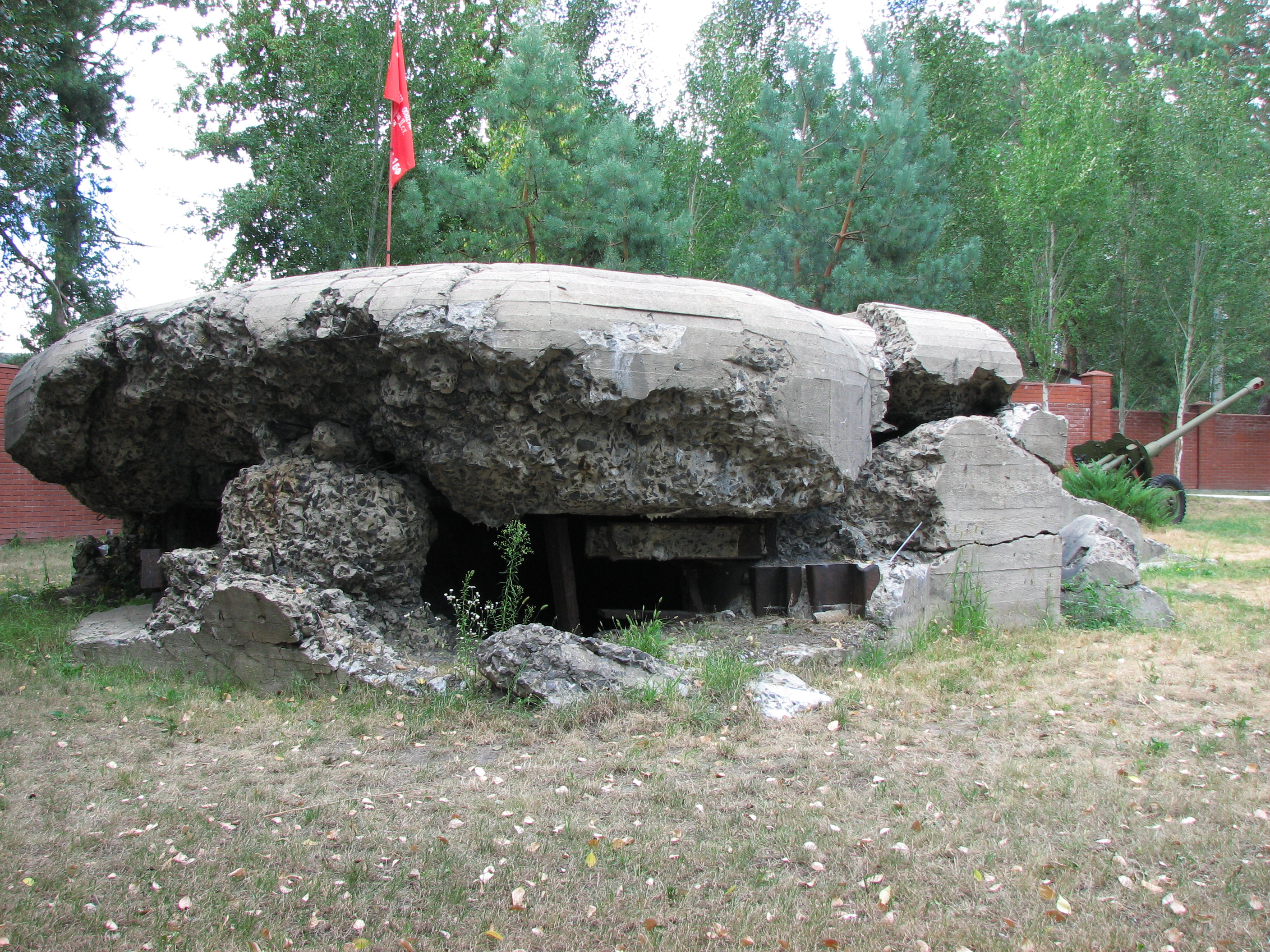
Пошкодження ДОТа